# Обсерватория
Обсервато́рия (от лат. Observatio — наблюдение) — сооружение, используемое для наблюдения и слежения за различными объектами и явлениями на Земле и в космосе. Обсерватории используются для таких научных дисциплин как астрономия, климатология / метеорология, геофизика, океанография и вулканология. Обсерватории бывают различных типов: к примеру, астрономические, геофизические и вулканические.

## Астрономические обсерватории
Астрономические обсерватории в основном делятся на четыре категории: космические, воздушные, наземные и подземные.

### Наземные обсерватории
Наземные обсерватории, расположенные на поверхности Земли, используются для наблюдений в радио- и видимой части электромагнитного спектра. Современные астрономические наземные обсерватории обычно имеют один или несколько стационарно установленных телескопов, находящихся в куполах, защищающих хрупкие детали телескопов от повреждений. Купола телескопа имеют прорезь или другое отверстие в крыше, которое можно открывать во время наблюдения и закрывать, когда телескоп не используется. В большинстве случаев всю верхнюю часть купола телескопа можно повернуть, чтобы инструмент мог наблюдать различные участки ночного неба. Радиотелескопы обычно не имеют куполов.
Большинство наземных оптических обсерваторий расположены далеко от крупных населённых пунктов, чтобы избежать эффектов светового загрязнения. Идеальные места для современных обсерваторий — это места с тёмным небом, большим процентом ясных ночей в году, сухим воздухом и на большой высоте относительно уровня моря. На больших высотах атмосфера Земли тоньше, что сводит к минимуму влияние атмосферной турбулентности и приводит к лучшему астрономическому «видению». Места, которые отвечают вышеуказанным критериям для современных обсерваторий, включают юго-запад США, Гавайи, Канарские острова, Анды и высокие горы в Мексике, такие как Сьерра-Негра. Главные оптические обсерватории включают обсерваторию Мауна-Кеа и Национальную обсерваторию Китт-Пик в США, обсерваторию Роке-де-лос-Мучачос в Испании, а также Паранальскую обсерваторию и Межамериканскую обсерваторию Серро-Тололо в Чили. Специальное исследование, проведённое в 2009 году показало, что наилучшим местом для наземной обсерватории на Земле является Горный хребет А — место в центральной части Восточной Антарктиды. Это место обеспечивает наименьшее количество атмосферных возмущений и наилучшую видимость.

### Радиоастрономические обсерватории
С 1930-х годов началось использование радиотелескопов в радиоастрономии для наблюдения Вселенной в радиодиапазоне электромагнитного спектра. Радиообсерватория это радиотелескоп или несколько радиотелескопов с вспомогательными средствами, такими как центры управления, центры обработки данных и/или средства технического обслуживания. Радиообсерватории также располагаются далеко от крупных населённых пунктов, для избежания электромагнитных помех от радио, телевидения, радаров и других устройств, генерирующих электромагнитные излучения, но в отличие от оптических обсерваторий, радиообсерватории могут располагаться в долинах для экранирования электромагнитного излучения. Крупнейшие радиообсерватории в мире это Very Large Array в Нью-Мексико, США, Джодрелл Бэнк в Великобритании, Аресибо в Пуэрто-Рико, обсерватория Паркса в Новом Южном Уэльсе, Австралия, и Чаджнантор в Чили.

### Высотные астрономические обсерватории
Начиная с середины XX века некоторые астрономические обсерватории были построены на очень больших высотах, свыше 4000-5000 метров. Самая большая и самая известная из них — обсерватория Мауна-Кеа, расположенная недалеко от вершины вулкана 4205 м на Гавайях. Астрофизическая обсерватория на хребте Чакалтая в Боливии, на высоте 5230 м была самой высотной постоянной астрономической обсерваторией в мире со времени её строительства в 1940-х годах до 2009 года, когда её превзошла новая обсерватория Атакама при Токийском университете. На ней установлен оптико-инфракрасный телескоп на удалённой вершине горы высотой в 5640 м в пустыне Атакама в Чили.

### Космические обсерватории
Космические обсерватории — это телескопы или другие инструменты, расположенные в космическом пространстве, многие из которых находятся на орбите вокруг Земли. Космические телескопы могут использоваться для наблюдения за астрономическими объектами на длинах волн электромагнитного спектра, которые не могут проникать в атмосферу Земли и, следовательно, их невозможно наблюдать с помощью наземных телескопов. Атмосфера Земли непрозрачна для ультрафиолетового, рентгеновского и гамма-излучения и частично непрозрачна для инфракрасного излучения, поэтому наблюдения в этих частях электромагнитного спектра лучше всего проводить из места, расположенного над атмосферой нашей планеты. Ещё одно преимущество космических телескопов состоит в том, что из-за их расположения над атмосферой Земли снимки, сделанные ими не подвержены влиянию атмосферной турбулентности, мешающей наземным наблюдениям. Поэтому угловое разрешение космических телескопов, таких как космический телескоп Хаббла, часто намного меньше, чем у наземных телескопов с аналогичной апертурой. Однако все эти преимущества имеют свою цену. Космические телескопы намного дороже, чем наземные телескопы. Космические телескопы из-за их расположения также чрезвычайно сложны в обслуживании. Космический телескоп Хаббла обслуживался космическим шаттлом, в то время как многие другие космические телескопы не обслуживаются вообще.

### Воздушные обсерватории
Воздушные обсерватории имеют преимущество в высоте над наземными установками, что позволяет им находиться над большей частью атмосферы Земли. У них также есть преимущество перед космическими телескопами: инструменты можно развернуть, отремонтировать и обновить гораздо быстрее и дешевле. Воздушная обсерватория имени Койпера и стратосферная обсерватория для инфракрасной астрономии используют самолёты для наблюдений в инфракрасном диапазоне, который поглощается водяным паром в атмосфере. Высотные аэростаты для рентгеновской астрономии используются во многих странах.

## Вулканические обсерватории
Вулканические обсерватории проводят наблюдения за вулканами, а также исследования, позволяющие понять потенциальные воздействия активного вулканизма. Среди наиболее известных — Гавайская вулканическая обсерватория и вулканическая обсерватория на Везувии. Мобильные вулканические обсерватории взаимодействуют с геологическая служба США по программе помощи при вулканических бедствиях, и могут быть развёрнуты при необходимости в зоне вулканической активности. Каждая вулканическая обсерватория имеет географическую зону ответственности, за которую она отвечает и в которой обсерватории поручено распространять прогнозы вулканической активности, анализировать потенциальные угрозы вулканической активности и сотрудничать с населением в рамках подготовки к извержению вулкана.
Имеются вулканические обсерватории на Камчатке, в Индонезии, в Японии и в других странах.

## Атмосферные обсерватории
Атмосферные обсерватории используются для мониторинга газов в атмосфере, а также для метеорологических и геофизических наблюдений. Среди известных атмосферных обсерваторий — погодная обсерватория на Мауна-Лоа и геофизическая обсерватория имени Эрнста Кренкеля на архипелаге Земля Франца-Иосифа.

## Физические обсерватории
- Баксанская нейтринная обсерватория
- Тифлисская физическая обсерватория
- Лазерно-интерферометрическая обсерватория гравитационных полей